# アンジェリク (宝塚歌劇)
『アンジェリク』は宝塚歌劇団のミュージカル作品。
原作はセルジュ・ゴロンとアン・ゴロンの小説を原作とする木原敏江の同名漫画。脚本・演出は柴田侑宏。

## 公演記録

### 月組公演『アンジェリク』-炎の恋の物語-
1980年1月1日から2月12日（新人公演：1月22日）に宝塚大劇場で、同年4月3日から4月30日（新人公演：4月23日）に東京宝塚劇場で上演。
併演はグランドショー『仮面舞踏会』。
小松美保がこの公演で宝塚を退団した。

### 雪組公演『青き薔薇の軍神（マルス）』-アンジェリクⅡ-
1980年10月3日から11月11日（新人公演：10月31日）に宝塚大劇場で、1981年3月4日から3月30日（新人公演：3月18日）に東京宝塚劇場で上記月組の続編を上演。
併演は舞踊詩『花の舞拍子』。
ジョフレは登場せず、主役がフィリップになっている。
フィリップとアンジェリクの屈折した愛を描いている。
麻実れい、遥くららのトップコンビ就任大劇場お披露目公演。

## ストーリー

### 月組公演
※『宝塚歌劇100年史（舞台編）』の宝塚大劇場公演のページを参照
17世紀半ばのフランスが舞台。南フランスの貴族社会や王宮、パリの泥棒たちの世界も織り交ぜたドラマを展開している。貧乏貴族の娘・アンジェリクは南フランスの大富豪・ジョフレと結婚することになるが、彼は12歳も年上の上、足が不自由で顔に傷のある男だった。この公演では、ジョフレがルイ14世の嫉妬の罠に陥り、処刑されるまでを描いている。

### 雪組公演
※『宝塚歌劇100年史（舞台編）』の宝塚大劇場公演のページを参照
最初の夫・ジョフレとの別れの後、一人残されたアンジェリクは、少女時代から憧れていたいとこの美青年・フィリップと再開、屈折した二人の結婚を経て、フィリップの突然の戦死までを描いている。

## 主な配役
※「（）」は新人公演・配役

### 月組
- ジョフレ - 榛名由梨（剣幸）[2]
- アンジェリク - 小松美保（優ひかり）[2]
- ニコラ - 順みつき
- フィリップ - 大地真央
- カルメンシータ - 舞小雪
- ルイ14世 - 藤城潤

### 雪組
- フィリップ - 麻実れい（桐さと実）[2]
- アンジェリク - 遥くらら（美風りざ）[2]
- ルイ14世 - 寿ひずる
- ボーフォール公 - 尚すみれ
- ペギラン - 常花代
- ニコラ - 山城はるか
- デグレ警視 - 上條あきら

## 宝塚大劇場公演のデータ

### 月組公演
形式名は「ミュージカル・ロマン」。18場。

#### スタッフ（宝塚大劇場公演）
- 脚本・演出：柴田侑宏[7]
- 作曲・編曲：寺田瀧雄[7]、中元清純[7]
- 編曲：河崎恒夫[7]
- 音楽指揮：野村陽児[7]
- 振付[7]：岡正躬、司このみ
- 装置：黒田利邦[7]
- 衣装：任田幾英[7]
- 照明：今井直次[8]
- 音響：松永浩志[8]
- 小道具：上田特市[8]
- 効果：扇野信夫[8]
- 演出助手[8]：村上信夫、正塚晴彦、谷正純
- 制作：橋本雅夫[8]
- ヘア・デザイン：和田好弘[8]

### 雪組公演
形式名は「ミュージカル・ロマン」。20場。

#### スタッフ（宝塚大劇場公演）
- 脚本・演出：柴田侑宏[7]
- 音楽[7]：寺田瀧雄、中元清純、鞍富誠三
- 音楽指揮：野村陽児[7]
- 振付[7]：岡正躬、司このみ、北原秀晃
- 装置：黒田利邦[7]
- 衣装：任田幾英[7]
- 照明：今井直次[8]
- 音響：松永浩志[8]
- 小道具：上田特市[8]
- 効果：扇野信夫[8]
- 演出助手[8]：正塚晴彦、谷正純
- 制作：武井泰治[8]
- ヘア・デザイン：和田好弘[8]

### 主な楽曲
- 薔薇ひとり
- ばらの名を君に
- 青き薔薇の軍神